# Joseph Young
Joseph Michael Young (ur. 27 czerwca 1992 w Houston) – amerykański koszykarz, występujący na pozycjach rozgrywającego oraz rzucającego obrońcy, aktualnie zawodnik  Birmingham Squadron.
3 sierpnia 2018 został zawodnikiem chińskiego Nanjing Monkey King.
27 września 2020 dołączył do Beijing Royal Fighters. 25 października 2021 został zawodnikiem Birmingham Squadron.

## Osiągnięcia
Stan na 16 stycznia 2022, na podstawie, o ile nie zaznaczono inaczej.
NCAA
- Uczestnik II rundy turnieju NCAA (2014, 2015)
- Zawodnik roku konferencji Pac-12 (2015)[6]
- Zaliczony do:
  - I składu:
    - All-Pac-12 (2015)
    - najlepszych pierwszorocznych zawodników C-USA (2012)
    - turnieju Pac-12 (2014, 2015)

  - II składu All-Pac-12 (2014)
  - III składu:
    - All-Conference USA (2013)
    - All-American (2015 przez TSN)
- Lider:
  - konferencji w skuteczności rzutów wolnych:
    - PAC-12 (2014, 2015)
    - USA (2013)

  - strzelców konferencji PAC-12 (2015)

Indywidualne
- MVP meczu gwiazd CBA (2019)[7]
- Uczestnik meczu gwiazd chińskiej ligi CBA (2019)[7]
- Lider strzelców ligi chińskiej (2020)[8]